# みどり市立富弘美術館

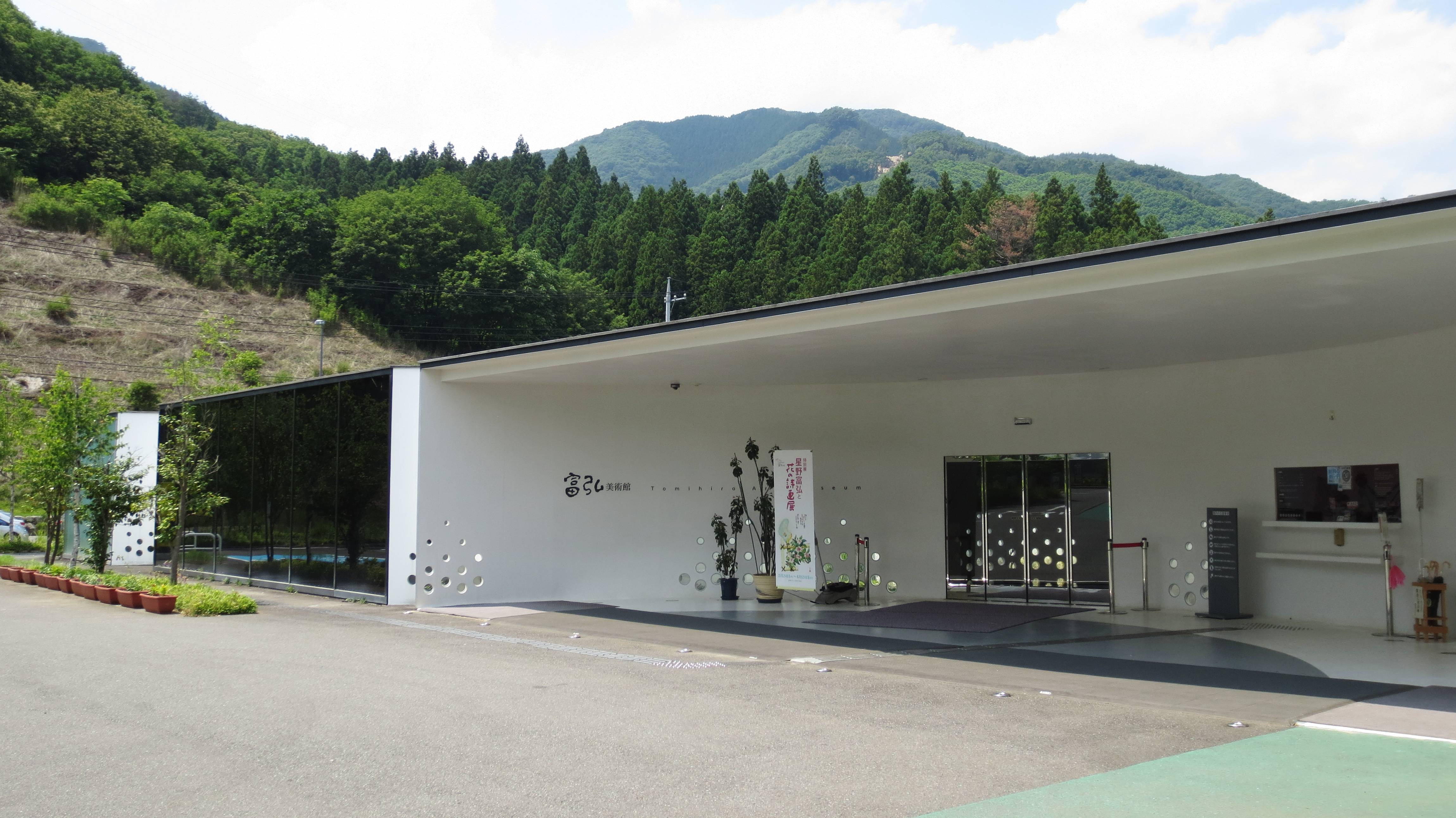
エントランス

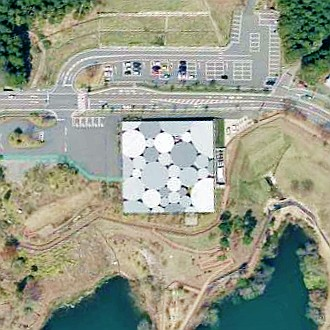
上空から見ると、正方形をした建物の輪郭の中に、多くの円形の部屋が造られているのがわかる。
。

みどり市立富弘美術館（みどりしりつとみひろびじゅつかん 英表記:Tomihiro Art Museum）は、群馬県みどり市の道の駅富弘美術館内にある市立美術館。群馬県勢多郡東村（現：みどり市）出身の画家・詩人星野富弘の作品を展示する施設である。

## 概要
1991年にふるさと創生資金を活用し、使われなくなっていた老人福祉施設を美術館として改装してオープンした。この頃すでに、全国各地で開催されていた「花の詩画展」やテレビ番組、また教科書に掲載された随筆などによって、星野富弘の名は広く知られていたことから、富弘美術館は開館当初から多くの入場者が訪れ、大手旅行代理店は日光や太平山、あしかがフラワーパークなど近隣の観光地と組み合わせたパッケージツアーを企画した。
2002年には入館者が400万人を超えるまでになったが、古い建物を改造した美術館は手狭となり、また建物の老朽化を早めることとなった。このため、東村（当時）は新しい美術館を建てることとなり、新富弘美術館建設国際設計競技を行って、最優秀賞に選ばれたヨコミゾマコトの作品をもとに、旧館の隣に新館の建設に着手、2005年4月16日に新しい富弘美術館が開館した。旧館は解体され、跡地には前庭や草木湖へつながる散策路が整備された。なお新館は、2006年第58回日本建築学会賞の作品賞を受賞した。
2005年8月、近接の商業施設（草木ドライブイン）と併せ、道の駅に登録された。姉妹館として、熊本県葦北郡芦北町に芦北町立星野富弘美術館がある。

## 沿革
- 1991年 東村立富弘美術館として開館。「うさぎとかめ」の切手が郵政省より発行。
- 1992年 「速さのちがう時計」偕成社より出版。
- 1993年 NHK衛星放送にて「やさしさに会えるふるさとー星野富弘の世界」を放映。8月に皇太子夫妻が行啓訪問。
- 1993年 群馬経済研究所の調査で、群馬県内の「訪問したい観光地のうち、他の人にも勧めてみたい観光地」ナンバーワンに選ばれる。
- 1996年 本館増築完成。「平成にっぽん観光地100選」美術部門5位。
- 1997年 NHK前橋放送局たまご広場にて詩画展。
- 1999年 美術館全館くん蒸。
- 2000年 展示室監視体制を整える。常時監視体制となる。「愛深き淵より」新版発行。10周年記念事業「渡辺和子氏講演会」。
- 2001年 サンフランシスコとロサンゼルスで花の詩画展。
- 2003年 「花よりも小さく」偕成社より出版。
- 2004年 ポーランド・ワルシャワ国立博物館での「バリアフリーアート展」に招待出品。
- 2005年 新富弘美術館開館。近接の商業施設（草木ドライブイン）と併せ、道の駅に登録。「山の向こうの美術館」記念発売。全詩集「花と」「空に」を学習研究社より出版。「SMALLER THAN FLOWERS」を偕成社より出版。
- 2006年 新館が第58回日本建築学会賞の作品賞を受賞。姉妹館である芦北町立星野富弘美術館が開館される。星野富弘が群馬県名誉県民となる。	「たった一度の人生だから」いのちの言葉社より出版
- 2008年「ことばの雫」いのちのことば社より出版。
- 2009年3月「新編　風の旅」学研パブリッシングより出版。
- 2010年2月「風の詩」学研パブリッシングより出版。4月「種蒔きもせずに」偕成社より出版。11月、入館者600万人突破。

## 基本データ

### 所在地
- 群馬県みどり市東町草木86

### 利用案内
以下2012年9月現在。
開館時間
- 午前9時から午後5時
  - 入館は午後4時30分まで

休館日
- 4月から11月末日までは無休
- 12月から3月までの月曜日
  - 月曜日が祝日の場合は火曜日
- 12月26日から1月4日
- その他展示替えのための臨時休館あり

入館料
- 大人　500円
- 小中学生　300円
- 幼児　無料
- 団体（20人以上）は2割引
- 障害者手帳所持者　5割引
  - 介護者1名　5割引
- 特別展開催中は特別料金の場合あり

### 施設
- 展示室
- ミュージアムショップ
- ビデオルーム
- 情報コーナー
- カフェ
- 空のへや
- 海のへや
- 美術館周辺エリア
  - 前庭エリア
  - 散策路エリア
  - 親水エリア

### 交通アクセス

#### 公共交通
鉄道
- わたらせ渓谷鐵道わたらせ渓谷線 神戸駅より次の路線バスで約10分もしくは徒歩約1時間

路線バス
- みどり市東町路線バス（運行は赤城観光自動車）美術館線・沢入線 「富弘美術館」バス停下車

#### 自動車
- 北関東自動車道伊勢崎ICより約45分
- 関越自動車道赤城ICより約1時間20分
- 東北自動車道宇都宮ICより日光宇都宮道路経由で約1時間20分
- 東北自動車道佐野藤岡ICより約1時間20分

## 周辺
- 草木湖
- 国民宿舎サンレイク草木
- 草木ドライブイン